# 아이리스 (드라마)
《아이리스》(IRIS)는 2009년 10월 14일부터 12월 17일까지 KBS 2TV에서 방영된 수목 미니시리즈다.

## 등장 인물
- (†) 표시는 드라마 상에서 최종적으로 사망한 인물이다.

### 주요 인물
- 이병헌: 김현준 역(아역: 오은찬)

국가안전국(NSS) 대테러 1팀 요원. 코드네임 TK1. 핵물리학자인 김휘소의 아들. 대한민국 육군 특수전사령부의 707특수임무대대 중사 출신으로 NSS에 의해 편입되어 요원으로 활동하게 된다. 승희와는 대학원에서 만났으며, 공적으로는 상하관계이지만 사적으로는 연인이다. 천재적인 두뇌와 냉철하고 과감한 행동력을 지녔다. NSS 소속 최고 요원으로 과학자였던 부모님과 함께 당한 사고로 고아가 된 이후 7살 이전의 기억을 갖고 있지 않다. 호탕한 성격의 현준은 707 특임대 시절부터 우정 어린 경쟁 상대로 지내며 NSS까지 함께 투입된 둘도 없는 친구 사우와 최정예 요원으로 활약한다. 한번 본 것은 절대로 잊어버리지 않는 천재적인 기억력과 과감한 판단력으로 NSS의 비밀 임무들을 한치의 오차도 없이 처리하는 현준은 NSS 내의 팀장인 승희와 운명적인 사랑에 빠지게 된다. 백산의 명령 하에 윤성철 암살을 수행하지만 버림 받게 되고 수차례의 죽을 고비를 넘는다. 백산과 국가에 대한 원망, 그리고 승희의 죽음을 계기로 박철영과 손을 잡게 되지만 백산이 연기훈에게 자신을 암살하라는 지시를 해 또 다시 죽을 고비를 넘기고 테러단에서 까지도 버림을 받게 된다. 정체를 알 수 없는 비밀 세력 아이리스로 인해 음모와 배신에 휘말리게 되고, 조국을 위해 거대한 세력과 맞서게 되는 마지막 임무를 수행 하게 된다. 하지만 마지막화에서 현준은 제주도에서 승희와 함께 휴가를 보내던 중 렌터카 차량 안에서 의문의 저격을 당한다. 극장판에서는 김선화가 현준을 저격한 범인으로 등장했고, 아이리스 2에서는 레이(데이비드 맥기니스)에 의해 저격 당한 것으로 밝혀졌다.
- 김태희: 최승희 역

국가안전국(NSS) 대테러 1팀장. 프로파일링 전문가. 지적이고 당찬 매력으로 두 남자를 사로잡는 최고의 프로파일러. 테러범의 행동을 예측해 테러를 사전에 방지하는 프로파일러로 방대한 지식과 냉철한 판단력으로 이미 NSS 팀장의 자리에 오른 승희. 당차고 거침없는 언변과 지적이면서도 아름다운 외모로 현준과 사우의 마음을 단번에 사로잡는다. 첩보 요원 답지 않게 인간미 넘치는 성격과 뛰어난 능력으로 인해 언제나 자신감이 넘치는 현준을 사랑하게 된 승희는 자신의 마음을 숨기지 않고 적극적으로 드러내는 당찬 여자이다. 현준이 위기에 처해 행방불명이 되자 그를 찾기 위해 NSS의 명령에도 불복하고 그의 흔적을 찾으며 위험한 추적을 감행하는 승희는 사우의 마음을 알면서도 현준의 존재로 인해 쉽게 마음을 열지 못하는 인물이다. 대학원에서 처음 만난 현준과는 연인 사이로 발전한다. 헝가리에서 윤성철 사건으로 현준이 죽었다는 정보를 입수하지만, 끊임없이 현준이 살아있을 것이라는 기대를 안고 그를 찾는다. 아이리스와 연관되는 인물로 보이나, 본인과 백산 이외 어느 누구도 그 사실에 대해서 인지하지 못한다. 그리고 죽은 줄로만 알았던 현준과 다시 재회한다. 최종회에서 NSS 요원을 그만두고 현준과 함께 결혼을 해 행복히 인생을 살아 가려다가 현준이 암살 당하고 그런 사실을 모른 채 현준을 기다리게 된다.
- 정준호: 진사우† 역

국가안전국 (NSS) 대테러 1팀 요원. 코드네임 TK2. 대한민국 육군 특수전사령부의 707특수임무대대 중사 출신이며 현준과는 동기로 그와 함께 NSS에 동반 편입되어 요원으로 활동하게 된다. 승희를 짝사랑하지만 친구 현준의 연인이라는 사실에 가슴 아파한다. NSS에서 승희를 보고 그녀에게 첫눈에 반한 사우는 사랑 앞에서도 현준과의 우정 때문에 조용히 자신의 감정을 묻어 두게 된다. 하지만 NSS로부터 현준을 제거하라는 명령을 받고 운명의 갈림길에 서게 되는 사우는 국가가 내린 명령과 자신이 사랑하는 여인 그리고 우정 사이에서 갈등 하게 된다. 결국 현준에게 총구를 겨누게 된 사우는 그의 연인 승희와 NSS 내에서의 위치까지 현준의 빈자리를 대신하게 된다. 현준이 윤성철 사건으로 사라진 이후에 NSS 최고 요원으로 활약하지만, 이면에는 백산과 모종의 관계를 맺고 있다. 마지막에서 국가 반역죄로 백산 국장과 함께 체포 되어 이후 호송 되던 도중 아이리스 집단이 그들을 구출하나 인질극 사건에서 사우는 현준과 함께 아이리스 조직원들과의 총격전을 벌이다 전사한다.
- 최승현: 빅† 역

아이리스 소속 킬러. 오직 표적을 제거하기 위해 존재하는 냉혈한 베일에 감춰진 거대한 비밀 세력 아이리스 소속의 킬러 빅은 조직의 명령으로 현준을 암살하기 위해 끊임없이 그를 쫓는 냉혹한 킬러이다. 조직에게 전달받은 표적은 절대로 놓치지 않는 빅은 표적을 제거하기 위해서는 가족과 아이 조차도 함께 없애버리는 수단과 방법을 가리지 않는 피도 눈물도 없는 인물이다. 조국의 통일을 위해 행동하는 현준과 선화에게 가장 위험한 적인 빅은 최첨단 무기로 무장한 적중률 100%를 자랑하는 뛰어난 킬러. 강렬하고 차가운 외모와 함께 임무 수행에 필요한 행동 이외에는 극도로 제한된 동작으로 상대에게 빈틈을 허용하지 않는다. 그러나 빅이 홍수진의 지시로 정형준 실장을 암살 하는 사건이 발생한 이후 현준과 선화의 끈질긴 추격전 끝에 자신의 자택에서 선화와 현준에게 심문 받는 도중 현준을 살해 하려다 오히려 현준에게 총으로 사살 당하였다.
- 김소연: 김선화 역

조선민주주의인민공화국 호위부 작전 공작원. 충심을 맹세한 사람을 위해서는 목숨을 아끼지 않는 북한 최고의 호위 요원. 윤성철 암살 사건으로 파면 되었지만 박철영의 도움으로 복귀한다. 암살범인 현준을 잡기 위해 백방으로 추적하다가 현준에게 관심을 갖게 되고, 이후에는 현준이 위기에 빠질 때마다 도와준다. 철영에 대해서는 상당한 존경심을 갖고 있다. 조선민주주의인민공화국 호위부 호위 팀장 박철영을 그림자처럼 따르며 그의 명령에 복종하던 선화는 박철영과 함께 남한의 특수 요원 김현준을 끊임없이 추격하지만 세월과 함께 변해버린 상황이 그녀를 현준의 사람으로 바꾸어 버린다. 조국에 버림 받아 가족 마저 잃은 선화는 그녀를 지켜준 현준에게 목숨을 건 충심을 맹세하고 그의 신념을 위해 함께 행동하기 시작한다. 현준과 함께하면서 그를 깊이 사랑하게 되는 그녀는 현준을 사이에 두고 그의 연인이었던 승희와 팽팽한 긴장 관계에 놓이는 인물이다. 극장판에서는 현준을 저격한 범인이기도 하다. 이후 작품인 아테나: 전쟁의 여신에서는 북으로 돌아갔던 그녀는 최고의 공작원이었던 자신의 모든 과거를 버리고 뉴질랜드로 떠나 남편과 결혼한 이후 남편, 딸과 함께 평화로운 삶을 살아간다. 하지만 조선민주주의인민공화국 공작원들이 선화의 집을 급습하여 선화를 제거하려고 하였고 선화를 제외한 남편과 딸은 공작원들이 쏜 총에 사망하고 만다. 이후 선화는 우연히 죽은 공작원의 전화기에서 철영의 전화를 받게 되고 철영이 암살 지시를 한 것이 아님에도 불구하고 그녀는 철영이 암살 지시한 것으로 오해한다. 결국 선화는 철영에 대해 복수를 다짐하게 되고 이후 그녀가 어디로 갔는지는 알려지지 않았다가 아이리스 2에서 다시 등장하게 된다.
- 김승우: 박철영 역

조선민주주의인민공화국 호위부 호위 팀장. 부드럽고 날카로운 카리스마가 공존하는 북한 최고의 첩보 요원. 유럽에서 다년간 유학한 경험으로 다국어 구사에 능통하고 자본주의의 음악과 패션에도 조예가 높은 철영은 국방위원장의 호위 팀장 출신으로 조국과 신념을 위해서 라면 목숨까지 내놓을 수 있는 인물로, 그에게 최고의 가치는 민족 스스로 이루는 자주적인 통일이다. 한번 정한 표적은 절대 놓치지 않는 북측의 핵심 세력으로 단점을 보이지 않는 완벽함으로 현준과 조국의 운명을 건 동지이자 적으로 운명적인 대결을 펼친다. 윤성철 경호 실패로 좌천되었다가 연기훈에 의해 복직 되었으며 이후 남한에 대한 테러를 준비하는 책임을 맡는다. 호위 팀장 시절 자신이 데리고 있던 선화에 대해서는 연민을 느끼고 있다. 극장판에서는 김선화에 의해 피살 당했다. 이후 작품인 아테나: 전쟁의 여신과 아이리스 2에서도 역시 호위부 호위 팀장으로 등장함과 동시에 직위가 상승되었다.

### 국가안전국(NSS)
- 윤제문: 박상현 역

국가안전국(NSS) 대테러실장. 공적으로는 엄격하지만 따뜻한 마음을 갖고 있는 인물이다. NSS와 백산에 대한 의구심을 갖고 있으며 그 관계를 파헤친다. 사우의 고향 선배로 가늘고 길게 정년퇴직까지 버티다 은퇴 후 공무원 연금을 받으며 편하게 사는 것이 인생의 목표이기 때문에 위험한 상황이 발생하는 테러 현장 출동을 가장 싫어한다. 첩보 요원 답지 않게 가정적인 상현은 호탕하고 인정 넘치는 성격으로 사우와 현준을 친동생처럼 아끼지만, 중요한 순간에는 가족을 위해 동료와 목숨까지 버릴 각오가 되어있다. 백산이 연기훈에게 현준을 암살하라는 지시를 내린 장면을 목격한 인물이기도 하다. 14회에서 백산에 의해 체포된다.
- 윤주상: 오현규 역

국가안전국(NSS) 과학수사실장. 다소 괴팍하고 수다스러운 과학 수사 실장으로 컴퓨터가 도입되기 전부터 과학 수사를 해온 업계에서 1인자로 통하는 실력자. 특수 기관인 NSS의 특성상 국립과학수사연구원에서 부검할 수 없는 시신들을 부검하는 오실장은 썰렁한 농담과 신입 요원 구박이 취미이지만, 전혀 생각지도 못한 곳에서 증거를 찾아내고 범인을 밝혀내는데 있어서는 최첨단을 자랑하는 미국에서 조차 인정할 정도의 인재다. 연구실에서 마치 시신으로 위장한 것처럼 덮개를 머리까지 덮고 누워 자는 버릇이 있다. 주식 투자에 관심이 많아서 컴퓨터를 할 때마다 주식 사이트에 접속하고 있다. 시즌 1의 속편인 아이리스 2에서도 같은 역할로 다시 재 등장하였다.
- 김혜진: 양정인 역

국가안전국(NSS) 자료실장. 승희의 단짝 친구이며 승희에게 현준에 대한 정보를 제공해준다. 승희의 무리한 부탁을 들어주다가 곤경에 빠지기도 한다.
- 나윤: 황태성 역

국가안전국(NSS) 대테러 1팀 소속 요원으로 정보통으로 활동한다
- 백신: 황 실장 역

국가안전국(NSS) 내사실장.

### 아이리스(IRIS)
- 블랙

아이리스의 아시아 최고 책임자이다. 블랙에 관한 모든 것이 베일에 가려져 있다. 속편인 아이리스 2에서 유정훈의 친형인 유정철로 밝혀진다.
- 김영철: 백산 역

본명 유상준. 前중앙정보부 제 9국 요원. 국가안전국(NSS) 부국장. NSS가 공식 기관으로 승인된 직후 국장으로 격상되었다. 현준과 사우를 NSS로 끌어들였으며, 첩보 요원들을 주눅 들게 하는 카리스마로 자신의 야심을 위해 요원들을 이용하는 백산은 비밀 세력인 아이리스의 대한민국 책임자이다. NSS가 만들어진 초창기부터 행동요원으로 임무를 수행해 온 백산은 부국장이라는 안전한 2인자의 자리에 있지만 실제로는 NSS를 뒤에서 움직이며 비밀스러운 야심을 숨기고 있는 인물. 국내에서 비밀 연구 중이던 핵 물리학자들을 제거해 왔고 현준의 부모도 그 중 포함되어 있다. 어린 시절의 현준을 먼 발치에서 지켜본 백산은 그를 NSS에 들어오게 했고, 그에게 단독 비밀 임무를 부여해 위험에 빠뜨리게 한다. 어린 시절 양친을 잃은 현준을 성당 내 보육원에 맡겼으며 현준의 부모님 피살 사건에도 개입하기도 했다. 이후 진사우와 함께 국가 반역죄로 체포되었으며 국가안전국 국장직은 유광호 청와대 외교안보수석비서관이 국장직을 대행하였다. 후속 편인 아이리스 2에서 백산의 과거와 정체가 밝혀진다.
- 최종환: 연기훈† 역

조선민주주의인민공화국 조선노동당 중앙위원회 위원. 아이리스의 조선민주주의인민공화국 책임자로 조국에 대한 충성심이 투철하다 보니 공격적인 언사를 많이 한다. 냉철한 면도 공존하고 있다. 윤성철이 저격당한후 핵개발의 주도권을 가졌다. 대한민국에서 테러 연루 혐의로 체포되어 연행되던 도중 킬러 빅에 의해 암살 당한다. 그러나 극장판에서는 김선화에게 특별 임무를 지시를 하기도 하였다.
- 명지연: 홍수진† 역

청와대 홍보기획비서관. 아이리스에 의해 투입된 청와대 내 간첩이다. 대통령과 주변 인물의 동태를 살피면서 아이리스에 위협이 되면 가차 없이 죽이려고 한다. 마지막에서 대통령을 암살하려고 했으나 현준에 의해 저격 당한다.
- 길금성: 어성식† 역

국가안전국(NSS) 요원. 백산의 충복으로, 누구에게나 차갑고 딱딱한 태도를 보인다.
- 임형준

국가안전국(NSS) 요원. 진사우의 수하.
- 현쥬니: 양미정† 역

국가안전국(NSS) 대테러 1팀 소속 컴퓨터 프로그래머. 대학 시절 카드 빚 몇 백 만원을 해결하기 위해 신용카드사 네트워킹을 해킹, 고객 데이터베이스를 몽땅 갈아엎은 대대적 사건의 장본인. 요원들의 작전 상황을 재빨리 파악해 첩보원들에게 제공하는 미정은 NSS와는 어울리지 않는 파격적인 스타일과 함께 평소에는 말 없고 다소 시니컬하지만 현준과 사우의 부탁이라면 아무리 난감한 상황이라도 못 이기는 척하며 들어주는 든든한 조력자이다. 아이리스의 킬러 빅에게는 클럽에서 만난 뒤 반해버려 NSS의 정보를 빼내게 되고, 연인 관계로 발전하는 듯 했으나 이는 빅이 양미정을 이용해 정보를 빼내기 위한 위장 연애였고, 양미정은 결국 정보가 담긴 USB를 받은 빅에 의해 목이 꺾여 살해 당하고 만다.
- 이토 마사유키†(7화)[4]

일반적으로는 일본 사회정의당 간사장으로 국민적으로 존경 받는 원로 정치인이지만, 야쿠자의 보스이다. 에리코는 현준에게 그를 암살하는 제안을 하였으며 현준은 이토 마사유키의 암살에 성공한다. 실제로 백산 국장을 돕고 있는 아이리스의 일원이었다.
- 류승룡 †

아이리스 용병들의 수장.
- 데이비드 맥기니스[6]: 스티븐† 역

미국 델타 포스 출신으로 아이리스 본사 Civil Military Service에 소속되어 있는 용병이다. 현준을 죽이기 위해 총을 쏘지만 선화가 대신 맞아 부상을 당한다. 이를 본 철영에게 죽임을 당한다.
- 이정용

군사 양성 교관 역할을 맡고 있는 아이리스 용병이다.
- 손정민

아이리스 용병.

### 조선민주주의인민공화국
- 장동직: 강도철† 역

철영의 명령을 받은 뒤 남파된 북한 테러단 책임자. 테러단의 리더 역할을 맡고 있기 때문에, Captain의 줄임말인 '캡'으로 불린다. 광화문 핵 테러 계획을 세우고 현준과 승희, 선화와 전투를 벌이다 NSS 전술팀 대원들에게 사살된다.
- 이언정: 백경화† 역

북한 테러단 요원.
- 김호승: 영범† 역

북한 테러단 요원.
- 여호민: 오광수† 역

북한 테러단에서 육탄전 직책을 맡은 요원.
- 김민찬: 김현석† 역

북한 테러단의 컴퓨터 해커로, 어느 곳이라도 해킹이 가능할 정도로 실력이 뛰어나다.
- 조원희: 홍승룡† 역

남한으로 망명을 요청한 북한 핵 물리학자였지만 헝가리에서 빅에 의해 암살 당한다.
- 이석구: 윤성철† 역

조선민주주의인민공화국 최고인민위원장. 4회에서 헝가리에서 현준에 의해 암살 당한다.
- 박수현: 박중권 역

북한 호위부 공작원. 박철영의 심복.
- 조지환

### 대한민국청와대
- 이정길: 조명호 역

대한민국 대통령. 대선 유세때 아이리스 조직원에 의해 암살될 뻔 했으나 현준과 사우 덕택에 목숨을 건졌다. 조선민주주의인민공화국의 위협적인 행태를 막고 한반도의 통일을 이루기 위해 정상회담을 강행하지만, 일부 세력의 반대, 테러, 암살 위협 등을 받는다. 아이리스의 음모를 막으려는 현준을 지원할 수 있는 유일한 존재이다. 이후 작품인 아테나: 전쟁의 여신에서도 역시 대통령으로 등장한다. 또한 후속편인 아이리스 2에서는 대통령 직에서 퇴임한 이후 한반도 통일준비위원회의 대표를 맡으며 대한민국의 평화를 위해 애쓰는 인물로 다시 재 등장한다.
- 정한용: 정형준† 역

대통령 비서 실장. 청와대 내에서는 아이리스의 실체를 가장 먼저 확인했으며, 홍수진의 존재까지도 파악하게 된다. 이로 인해 폭탄이 장착된 차량에 탑승한 후 폭탄 차량의 시동을 켜려던 순간 킬러 빅에 의해 폭사(爆死) 당한다.
- 박용기: 유광호 역

청와대 외교안보수석비서관. NSS 국장 백산이 아이리스 사건으로 체포된 직후, NSS 국장 권한 대행을 맡았다. 일에 대해서는 원리 원칙을 중요시하는 철저한 신념을 갖고 있다. 이후 작품인 아테나: 전쟁의 여신에서도 역시 외교안보수석비서관으로 등장한다.
- 정종준: 권오현 역

청와대 정무수석비서관.

### 그 외 인물
- 김갑수: 유정훈† 역

통칭 '닥터'. 과거 박정희 시절 핵 개발에 참여했으며, 친구 사이었던 현준의 부모님을 핵 개발에 끌어들였다. 핵 개발 프로젝트가 중단되면서 현준의 부모님을 포함한 관련자들이 의문의 죽음을 맞이하게 되는데 유정훈은 기적적으로 살아남아 해외에서 도피하는 생활을 하게 된다. 유정훈은 의문의 죽음들이 아이리스라는 세력과 연관이 있다는 것을 알게 된 후에 이와 대항하기 위한 힘을 기르게 된다. 현준 부모님의 죽음에 대한 죄책감으로 현준에게 항상 미안한 마음을 가지고 있다. 외국을 떠돌다 귀국 후 조용히 숨어 지내던 중 친형 유정철(미스터 블랙)에게 명령을 받은 백산에게 피살 당한다.
- 유민: 사토 에리코 역

일본 내각정보조사실 국제부 소속 요원. 현준에게 고문에서 풀어준다는 조건으로 마사유키의 암살을 요청한다.
- 미야마 카렌: 유키† 역

현준과 승희가 일본 아키타현에서 만난 학생, 온천집 주인의 딸이다. 이후 곳곳에서 위협을 받는 현준에게는 은신처를 제공하지만, 빅에 의해 가족들이 모두 죽음을 당하고 결국에는 자신도 어린 나이에 빅과 현준의 총격전으로 인해 저격 당한다.
- 하쿠류: 야마모토 다카시† 역(2화)

일본인 테러리스트. 남한에서 박철영을 만나려다가 NSS 대테러팀 요원들이 쫓아온다는 걸 알아버린 박철영에 의해 살해 당한다.
- 조한철: 정 대위 역(1화)

707특수임무대대 대위. 현준과 사우의 특임대 시절 중대장.
- 최종률: 신유섭 역(1화)

대학원 '미국정치와 외교' 과목을 담당하는 교수.
- 정호빈: 강철환 역

국가정보원(NIS) 요원. 김현준 관련 사건과 백산, 진사우를 직접 조사한 담당 요원이다. 이후 작품인 아테나: 전쟁의 여신에서는 국가대테러정보원 (NTS)가 설립이 된 후 NTS 실장, 2기에서는 NSS 국장이 되었다.
- 지주연

- 가득희

## 드라마 가상 / 가공단체 및 집단
국가안전국(국안국, NSS, South Korean National Security Service)
제 4공화국 때 창설된 비밀특수정보기관으로 국정원산하 대통령 직속 비밀 정보기관이다. 제4공화국 당시 핵 개발을 주도했던 박정희 대통령이 미국의 눈을 피하고자 창설한 비밀 정보기관으로 주로 국가 안전 및 정보 수집, 요인 암살 및 납치 등을 담당하고 있다. 부 국장(국장은 국가정보원 (NIS) 원장이 맡았지만, 공식 기관으로 승인된 이후 부 국장이 국장으로 격상되었다.)의 최고 책임자는 백산(김영철)이다.
아이리스(IRIS)
본 작품의 제목으로 사용된 '아이리스(IRIS)'란, 암살 및 쿠데타, 테러, 국가 및 사회적 질서 유지 파괴 등을 조장하는 베일에 가려진 비밀 암살 조직에서 비롯된 말이다.

## 제작진
- 기획: 정태원
- 책임프로듀서: 최지영(KBS 드라마운영팀)
- 프로듀서: 김영조(KBS 드라마본부)
- 제작지휘: 조현길
- 제작총괄: 김종현
- 제작프로듀서: 신예림, 백진동, 김솔매
- 촬영: 김천석, 박재홍
- 조명: 임재국, 김훈
- 미술: 조화성, 최현석
- 편집: 김선민
- 음악: 이동준, 최성권
- 사운드: 박준오
- 무술: 전문식
- 특수효과: 정도안, 김희경
- 각본: 김현준, 조규원, 김재은
- 연출: 김규태, 양윤호
- 제작: 태원 엔터테인먼트, 에이치플러스

## 시청률
| 2009년      | 2009년      | 2009년         | 2009년       | 2009년         | 2009년       |
| 회차        | 방송일      | TNMS 시청률    | TNMS 시청률  | AGB 시청률     | AGB 시청률   |
| 회차        | 방송일      | 대한민국(전국) | 서울(수도권) | 대한민국(전국) | 서울(수도권) |
| ----------- | ----------- | -------------- | ------------ | -------------- | ------------ |
| 제1회       | 10월 14일   | 24.5%          | 25.4%        | 20.3%          | 21.3%        |
| 제2회       | 10월 15일   | 25.3%          | 26.1%        | 23.0%          | 24.7%        |
| 제3회       | 10월 21일   | 27.9%          | 29.3%        | 25.9%          | 27.5%        |
| 제4회       | 10월 22일   | 26.2%          | 27.2%        | 23.8%          | 25.2%        |
| 제5회       | 10월 28일   | 29.6%          | 30.3%        | 26.7%          | 28.1%        |
| 제6회       | 10월 29일   | 28.9%          | 29.8%        | 27.7%          | 29.0%        |
| 제7회       | 11월 4일    | 30.7%          | 31.1%        | 27.8%          | 27.9%        |
| 제8회       | 11월 5일    | 30.9%          | 31.9%        | 27.1%          | 27.4%        |
| 제9회       | 11월 11일   | 32.7%          | 33.3%        | 28.2%          | 28.9%        |
| 제10회      | 11월 12일   | 33.7%          | 34.5%        | 28.6%          | 29.7%        |
| 제11회      | 11월 18일   | 34.1%          | 34.9%        | 29.3%          | 30.1%        |
| 제12회      | 11월 19일   | 31.3%          | 32.3%        | 28.0%          | 29.9%        |
| 제13회      | 11월 25일   | 32.0%          | 32.5%        | 29.6%          | 31.0%        |
| 제14회      | 11월 26일   | 32.5%          | 33.4%        | 27.4%          | 27.7%        |
| 제15회      | 12월 2일    | 34.7%          | 35.5%        | 30.6%          | 32.5%        |
| 제16회      | 12월 3일    | 35.7%          | 36.5%        | 31.3%          | 32.8%        |
| 제17회      | 12월 9일    | 37.2%          | 39.1%        | 32.8%          | 34.0%        |
| 제18회      | 12월 10일   | 35.7%          | 37.8%        | 32.2%          | 32.9%        |
| 제19회      | 12월 16일   | 35.0%          | 36.4%        | 31.6%          | 33.2%        |
| 제20회      | 12월 17일   | 39.9%          | 41.8%        | 35.5%          | 37.3%        |
| 평균 시청률 | 평균 시청률 | 31.9%          | 33.0%        | 28.4%          | 29.6%        |

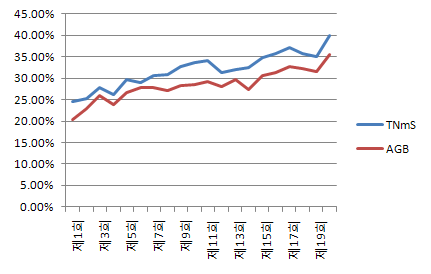
시청률 추이 (전국 기준)

위의 표는 TNMS와 AGB 가 자사의 홈페이지에 공개한 시청률을 바탕으로 작성된 것이다. 빨간색 수치는 최고 시청률, 파란색 수치는 최저 시청률을 나타낸다.

## 사운드 트랙
2009년 10월 13일부터 백지영, 신승훈, 빅뱅, 김태우의 수록곡이 차례로 선공개되었으며, 그 해 11월 17일에 온 · 오프라인을 통해 정식으로 출시되었다. 출시 이후, 4곡이 추가로 온라인을 통해 공개되었다.
| #   | 제목                      | 작사           | 작곡                 | 재생 시간 |
| --- | ------------------------- | -------------- | -------------------- | --------- |
| 1.  | 〈잊지 말아요〉 (백지영)  | 최갑원         | 김도훈, 이현승       | 4:05      |
| 2.  | 〈Love Of Iris〉 (신승훈) | 양재선         | 신승훈, 이현승       | 3:47      |
| 3.  | 〈꿈을 꾸다〉 (김태우)    | 이현승, 김태우 | 이현승               | 4:22      |
| 4.  | 〈할렐루야〉 (빅뱅)       | 지드래곤       | TEDDY, 지드래곤,KUSH | 3:14      |
| 5.  | 〈Empty〉 (쥬니)          | 김수진         | 김수진               | 3:52      |
| 6.  | 〈Main Title〉            |                |                      | 2:36      |
| 7.  | 〈Mission Of Destiny〉    |                |                      | 2:28      |
| 8.  | 〈Assassination〉         |                |                      | 3:06      |
| 9.  | 〈Fight Factory〉         |                |                      | 2:17      |
| 10. | 〈Destiny Love〉          |                |                      | 4:01      |
| 11. | 〈Pretty Love〉           |                |                      | 3:51      |
| 12. | 〈Sad Love〉              |                |                      | 2:53      |
| 13. | 〈Hard Day〉              |                |                      | 2:33      |
| 14. | 〈Midnight Run〉          |                |                      | 2:47      |
| 15. | 〈Bullets〉               |                |                      | 3:17      |
| 16. | 〈No Way Out〉            |                |                      | 2:20      |

| #  | 제목                            | 작사     | 작곡           | 재생 시간 |
| -- | ------------------------------- | -------- | -------------- | --------- |
| 1. | 〈돌아올순 없나요〉 (디셈버)    | 신인수   | 신인수         | 3:45      |
| 2. | 〈사랑하면 안 되나요〉 (서인영) | 강은경   | 조영수         | 3:39      |
| 3. | 〈너라서 좋았다〉 (지훈)        | 황성진   | 황세준, 김도훈 | 3:44      |
| 4. | 〈어떻게 눈물 참는지〉 (이정현) | Buy Blue | 이민수         | 4:33      |

## 특이 사항

### 자동차 관련
- 피터 슈라이어의 디자인으로 만들어진 기아자동차의 준대형 세단 K7이 텔레비전을 통해 처음 공개되었다. 주인공 김현준 역의 이병헌이 탔던 K7은 VG350 사양의 검은색이며, 마지막화에서 피살 당시에 탑승했던 K7은 VG270 사양의 은빛 백진주색이다. 이 차는 실제로 방영 중이던 11월 24일에 국내 시장에서 정식으로 출시되었다. 또한 후속편인 아이리스 2에서는 주인공 정유건 역의 장혁의 차량으로 더 뉴 K7 3.3 GDi 검은색이 등장한다.

### 광화문 광장촬영
- 2009년 11월 29일에 대한민국 드라마로는 사상 최초로 광화문 광장과 세종로 일대에서 대규모 총격 장면이 촬영되었다. 오전 7시부터 오후 7시까지 시청 방향 차선이 통제된 채 촬영이 이루어졌다. 서울시청은 드라마를 통해 서울의 풍광을 널리 알릴 수 있는 좋은 기회라 판단하여 이례적으로 광화문 촬영을 허용하였다고 밝혔다[11]. 그러나, 촬영으로 인해 주말동안 이 지역을 지나는 차량들이 소통에 어려움을 겪었으며[12], '시위는 허용하지 않으면서 드라마 촬영은 되느냐'는 형평성 논란도 있었다[13][14].

### 캐스팅 관련
- 손예진이 여자 주인공 역에 캐스팅 거론됐으나 다른 작품과의 일정 조율이 어려워 고사하였고, 최종적으로 김태희가 낙점되었다.[15]

## 참고 사항
- 국내 제작 드라마 중 유일무이하게 블록버스터 첩보 액션물로 기획한 지상파 드라마로서, 대한민국과 조선민주주의인민공화국 간의 제2차 한국 전쟁을 막기 위해 목숨을 걸고 임무를 수행하는 첩보원들의 이야기를 다룬 작품이므로, 북미와 일본 등 동아시아 국가를 비롯한 전 세계 30여개 국에서 동시 방영한 바 있다.
- 시즌 1을 시청했던 수 많은 시청자들의 계속적인 요청에 따라 3년간의 공백을 깨고, 속편인 '아이리스 2'가 당초 2012년 하반기 방영작으로 가닥을 잡았다가, 캐스팅 및 해외 로케이션 촬영 준비 등 제작이 늦어지는 관계로, 석 달 간격을 맞춰서, 편성 공백을 메우기 위해, 전작인 특별기획 드라마 '전우치'의 차기작으로, 이듬해인 2013년 2월 13일에 방영을 개시하였다.
- 본 드라마는, 당초 월화 미니시리즈로 편성될 예정이었지만,[16] MBC 선덕여왕이 시청률 40%를 넘으며 강세를 보이자 아가씨를 부탁해 후속 수목 미니시리즈로 편성이 바뀌었고 당시 해당 작품 자리에는 애초 주말 특별기획 드라마로 예정됐던 '웬수와 함께 춤을'이 대타로 들어갔는데 이 과정에서 국어순화를 주도한다는 KBS 드라마본부의 방침을 통해 공주가 돌아왔다로 제목이 변경되기도 했다.[17]

## 수상 경력
- 2009년 KBS 연기대상 베스트 커플상, 네티즌상 ,대상 이병헌
- 2009년 KBS 연기대상 베스트 커플상, 여자 우수상 김태희
- 2009년 KBS 연기대상 남자 우수상 정준호
- 2009년 KBS 연기대상 남자 우수상 김승우
- 2009년 KBS 연기대상 여자 인기상 김소연
- 2010년 백상예술대상 TV 부문 드라마 작품상
- 2010년 백상예술대상 남자 최우수 연기상 이병헌
- 2010년 제5회 서울 드라마 어워즈 한류드라마 부문 남자연기자상 이병헌

## 같이 보기
- 《아이리스: 더 무비》
- 《아테나: 전쟁의 여신》
- 《아테나: 더 무비》
- 《아이리스 2》
- 《아이리스 2: 더 무비》

## 경쟁 프로그램
| 방송 채널 | 작품명                    | 방영 기간                        |
| --------- | ------------------------- | -------------------------------- |
| MBC       | 맨땅에 헤딩               | 2009년 9월 9일~2009년 11월 4일   |
| MBC       | 히어로                    | 2009년 11월 18일~2010년 1월 14일 |
| SBS       | 미남이시네요              | 2009년 10월 7일~2009년 11월 26일 |
| SBS       | 크리스마스에 눈이 올까요? | 2009년 12월 2일~2010년 1월 28일  |